# Джумаева, Яна Хидирназаровна
Яна Хидирназаровна Джумаева (род. 25 ноября 2003 года, Удмуртия, Россия) — российская дзюдоистка и самбистка. Призёрка чемпионатов России по дзюдо и самбо. Обладательница кубка мира по самбо 2024. Мастер спорта по дзюдо и самбо.

## Биография
Джумаева родилась в Сарапуле, что находится в Республики Удмуртия, Россия. Начала заниматься  дзюдо в 5 лет под руководством Максима Мамед-Оглы, с 8 до 16 лет ее тренировал Андрей Бабкин в городе Камбарка, Удмуртия.

## Спортивная карьера

### Джумаева в детстве
В сентябре 2018 года она впервые стала призёркой (третье место) первенства Приволжского федерального округа среди кадеток в весе до 57 кг, проходивший в Ижевске. В ноябре 2018 года неудачно выступила на первенстве России среди кадеток в Тюмени. 

### Юниорский уровень
В 2019 году она переехала в Екатеринбург и начала представлять Свердловскую область на всероссийских первенствах. В сентябре 2019 года она выиграла первенство Уральского федерального округа по дзюдо в Тюмени в весовой категории до 57 кг. В феврале 2021 закончила выступление на втором месте на первенстве России по самбо в Армавире в весовой категории до 59 кг. В мае 2021 года она выиграла первенство Европы по самбо, проходивший в Лимасоле (Кипр). В финальном поединке она одолела украинку Софию Бородинских. В ноябре 2021 года стала пятой на первенстве России по дзюдо в Екатеринбурге. В феврале 2022 года выиграла первенство России по самбо в Казани. В октябре 2022 года пришла на втором месте на первенстве мира по самбо в Ереване (Армения). В ноябре 2022 года снова стала пятой на первенстве России по дзюдо, проиграв в бронзовом матче своей одноклубнице Алёне Алёхине. В феврале 2023 года стала обладательницей бронзовой награды первенства России по самбо в Верхней Пышме. В марте 2023 года была третьей на первенстве России по дзюдо среди спортсменок до 23 лет. В апреле 2023 года во второй раз выиграла первенство Европы по самбо в израильском Хайфе, одолев в финале белоруску Катерину Пакалюк.

### Взрослый уровень
В ноябре 2022 года неожиданно выиграла бронзовую медаль чемпионата страны в весе до 57 кг, одолев в малом финале Суман Артыкову из Москвы. В марте 2024 года финишировала третьей на чемпионате России по самбо в Брянске. В августе 2024 года выиграла кубок мира в Кыргызстане.

## Спортивные результаты
Дзюдо:
- Взрослый уровень:
  - Чемпионат России 2022 — ;
- Юниорский уровень:
  - Первенство России 2023 до 23 лет — ;

Самбо:
- Взрослый уровень:
  - Чемпионат России 2024 — ;
  - Кубок мира 2024 — ;

- Юниорский уровень:
  - Первенство России 2021 — ;
  - Первенство Европы 2021, 2023 — ;
  - Первенство России 2022 — ;
  - Первенство мира 2022 — ;
  - Первенство России 2023 — ;

## Личная информация
Живет и тренируется в г. Екатеринбург. Является студенткой Российского государственного профессионально-педагогического университета.